# (9707) Petruskoning
(9707) Petruskoning (3226 T-3) – planetoida z pasa głównego asteroid okrążająca Słońce w ciągu 4,21 lat w średniej odległości 2,6 j.a. Odkryta 16 października 1977 roku.